# Leo Kenney

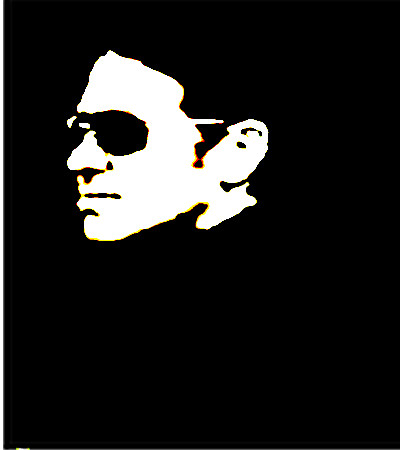
Leo Kenney

Leo Kenney (* 1925 in Spokane, Washington; † 26. Februar 2001 in Seattle, Washington) war ein US-amerikanischer Maler und Vertreter der zweiten Generation der Northwest School des pazifischen Nordwestens.

## Leben
Leo Kenney zog in den 1930er Jahren mit seiner Familie nach Seattle. Bereits mit 19 Jahren hatte er seine erste Einzelausstellung und mit 20 Jahren erwarb Richard Fuller, der Gründer des Seattle Art Museum (SAM), sein Gemälde The Inception of Magic für die Sammlung des Museums. 
1962 experimentierte Leo Kenney mit Mescalin, was seine künstlerische Entwicklung entscheidend beeinflusste. In der Folge entstanden die für ihn charakteristischen psychedelischen Kreisbilder, die er als Naturdarstellungen verstand.

## Werk
Leo Kenney war bekannt für seine abstrakten und surrealistischen Werke, die häufig geometrische Formen mit leuchtenden Farben kombinierten. Seine Kreisbilder spiegeln sowohl seine spirituellen Überzeugungen als auch seine Faszination für die Natur wider. Er gilt als führender Vertreter der zweiten Generation der “Northwest School” und trug wesentlich zur Entwicklung der abstrakten Malerei in der Region bei.